# 啓示 (アルバム)
『啓示』（原題：Illuminations）は、カルロス・サンタナとアリス・コルトレーンが連名で1974年に発表したスタジオ・アルバム。

## 背景
アリス・コルトレーンは、カルロスが敬愛していたジョン・コルトレーンの妻として知られる人物で、カルロスは既に、ジョン・マクラフリンとのコラボレーション・アルバム『魂の兄弟たち』（1973年）においてジョンの曲を取り上げている。なお、カルロスは2015年のインタビューにおいて、アリスを「私にとってはストラヴィンスキーやレナード・バーンスタインのような存在」「人によっては、ジョン・コルトレーンの妻という認識ぐらいしかないけど、彼女は本当に優れた、至高にして独創的なミュージシャンだ」と評している。また、2019年のインタビューでは、本作の制作のために1週間ほどアリスの自宅で過ごした経験について「私達は午前2時半に起きて瞑想し、彼女はハープを弾いて、それからピアノやウーリッツァー・オルガンも弾いた。私は彼女と過ごすことで、とりわけ彼女がこうしたシンフォニックな音楽を生み出す現場に立ち会って、本当に多くのことを学んだ」と振り返っている。
アルバムの冒頭では、当時カルロスが弟子入りしていたインド人導師シュリ・チンモイによる短いモノローグがフィーチャーされている。

## 反響・評価
セールス的には大きな成功に至らず、Billboard 200では最高79位に終わり、カルロス・サンタナのリーダー・アルバム（サンタナ名義の作品も含む）としては初めて、アメリカでのゴールドディスク認定を逃す結果となった。日本のオリコンLPチャートでは5週トップ100入りし、最高42位を記録した。
William Ruhlmannはオールミュージックにおいて5点満点中2点を付け、LPのサイド1に関して「瞑想的で、ストリングスの多用された曲が幾つか収録されている」、サイド2に関して「晩年のジョン・コルトレーンのフリー・ジャズ的なスタイルをサンタナが再現してみせた"Angel of Sunlight"が収録されている」と評している。また、Rob Caldwellは2015年、All About Jazzにおいて「サンタナのキャリアの中でも、明らかに最も信仰色が強く、常に神秘的な高みを目指しているように映る」と評している。

## その後
2001年には、『魂の兄弟たち』（カルロス・サンタナとジョン・マクラフリンのコラボレーション・アルバム）および本作の収録曲を素材として、ビル・ラズウェルがリミックスを担当したアルバム『ディヴァイン・ライト:カルロス・サンタナRemix』が発売された。

## 収録曲
特記なき楽曲はカルロス・サンタナとトム・コスターの共作。下記トラック・リストはアメリカ盤LP (PC 32900)や2005年の日本盤再発CD (MHCP 821)に準拠しており、1996年のヨーロッパ盤再発CD (483810 2)では2. と3.が1トラック扱いとなっていた。
1. スリ・チンモイの教え - "Guru Sri Chinmoy Aphorism" (Sri Chinmoy) - 1:10
2. 大気の守護神 - "Angel of Air" - 3:36
3. 水の守護神 - "Angel of Water" - 6:18
4. 楽園:不滅なる現在 - "Bliss: the Eternal Now" (Alice Coltrane) - 5:35
5. 太陽の守護神 - "Angel of Sunlight" - 14:38
6. 啓示 - "Illuminations" - 4:19

## 参加ミュージシャン
- カルロス・サンタナ - ギター、ウィンドチャイム、シンバル
- アリス・コルトレーン - ハープ(on #2, #3, #4, #6)、ピアノ(on #4)、オルガン(on #5)、ストリングス・アレンジ(on #2, #3, #4, #6)、ストリングス指揮(on #2, #3, #4, #6)
- トム・コスター - エレクトリックピアノ(on #2, #3)、オルガン(on #5)、シンバル(on #5)、ピアノ(on #6)
- ジュールス・ブロウサード - フルート(on #2)、ソプラノ・サクソフォーン(on #3, #5)
- デイヴ・ホランド - アコースティック・ベース(on #2, #3, #5)
- ジャック・ディジョネット - シンバル(on #2)、ドラムス(on #5)
- アルマンド・ペラーサ - コンガ(on #5)
- フィル・フォード - タブラ(on #5)
- フィル・ブラウン - タンプーラ(on #5)
- ストリングス(on #2, #3, #4, #6)
  - マーレイ・アドラー - ヴァイオリン、コンサートマスター
  - ロン・フォルサム、ビル・ヘンダーソン、ネイザン・カプロフ、ゴードン・マロン、ポール・シュア、チャールズ・ヴィール - ヴァイオリン
  - マリリン・ベイカー、マイヤー・ベロ、ロリス・デイル、アラン・ハーシュマン、マイラ・ケステンバウム、デヴィッド・シュワルツ - ヴィオラ
  - アン・グッドマン、グレン・グラブ、ジャッキー・ラストガーテン、フレッド・セイコラ - チェロ
  - ジェイムズ・ボンド - コントラバス